# 105 mm działo bezodrzutowe Model 1968
Model 1968 lub FM Czekalski – argentyńskie działo bezodrzutowe kalibru 105 mm opracowane pod koniec lat 60. XX wieku przez polskiego inżyniera Aleksandra Czekalskiego, używane m.in. podczas wojny o Falklandy.

## Opis
Działo FM Czekalski przystosowane jest do strzelania dwoma typami amunicji – kumulacyjną (HEAT) oraz odłamkowo-burzącą (HE). Maksymalny zasięg wynosi 9200 metrów.
Model 1968 był używany w przez armię argentyńską m.in. w bitwie o Mount Longdon podczas wojny na Falklandach.